# Корнеліус Ґурлітт (вчений)

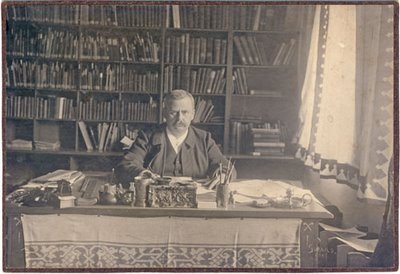
Корнеліус Ґурлітт (1905)

Корнеліус Ґустав Ґурлітт (нім. Cornelius Gustav Gurlitt; 1 січня 1850, Нішвіц — 25 березня 1938, Дрезден) — німецький історик мистецтв і архітектор, таємний радник.

## Життя і творчість
Народився в сім'ї художника Луїса Ґурлітта і його дружини Єлизавети, уродженої Левальд, сестри відомої німецької феміністки і письменниці Фанні Левальд. Мати Корнеліуса була єврейкою. Хлопчик був третім з семи дітей в сім'ї. Хресним його був рідний дядько по батькові, композитор і тезка Корнеліус Ґурлітт. Ще в юності Корнеліус вирішує стати архітектором. Професійну освіту здобув у Берлінській будівельної академії, в архітектурній майстерні російського зодчого Людвіга Бонштедт, який працював тоді в Готі і — з 1868 року — у Відні, в архітектурному бюро Еміля фон Фьорстера. Потім навчався в політехнічному університеті Штутгарта, добровольцем брав участь у Франко-пруській війні 1870—1871 років, працював в архітектурних майстернях в Касселі і Дрездені. В кінці 1870-х років учений починає займатися історією мистецтва і архітектури. Він пише і публікує численні статті і брошури, присвячені архітектурі Дрездена. У 1878—1887 роках він — співробітник Музею прикладного мистецтва Дрездена. У наступні три роки виходить у світ перша з його найбільш значних творів — «Історія бароко» в 3-х томах. У 1889 році Корнеліус — приват-доцент Технічного університету в Берліні (Шарлоттенбург), потім — професор історії техніки в Технічному університеті Дрездена. Як продовжувач справи професора Ріхарда Штехе він, після смерті останнього, продовжив і завершив інвентаризацію саксонських художніх цінностей (зошити 16-41), закінчивши її в 1923 році. У 1899 році Корнеліус обіймає посаду професора, а в наступному році — консультантом першого в Дрезденському університеті кандидата на докторську ступінь Германа Мутезіуса, надалі засновника функціоналізму в архітектурі. У 1904—1905 роках він обирається ректором Технічного університету, потім — знову в 1915—1916 роках.
У 1920—1926 роках К.Ґурлітт був президентом Спілки німецьких архітекторів, одним із засновників якого він був в 1903 році. У 1922 році він стає президентом-засновником Німецької академії містобудування (Deutsche Akademie für Städtebau und Landesplanung). Рівночасно він продовжує писати праці з історії архітектури. З приходом нацистів до влади в Німеччині він — спочатку симпатизував А.Гітлеру — став розглядатися тепер державою як напівєврей. У зв'язку з цим, зі смертю вченого в 1938 році ніякі офіційні жалобні заходи не провадилися.
Корнеліус Ґурлітт представлений своїми працями в Німеччині як основоположник вивчення мистецтва бароко і також як засновник служби охорони історичних пам'яток в Саксонії. Входив до складу комісії, яка проводила в 1900 році в Дрездені перший в Німеччині «День охорони пам'яток культури».
Колекціонер творів мистецтва, що зберіг багато шедеврів живопису XX сторіччя, Корнеліус Ґурлітт (1932—2014), був онуком вченого.

## Деякі твори
К.Ґурлітт — автор більш як 100 томів з історії мистецтва, був одним з найбільших фахівців в цій царині в Саксонії. Публікував статті з цієї тематики аж до глибокої старості.
- Новий королівський придворний театр в Дрездені (Das neue königliche Hoftheater zu Dresden) (1878)
- Архітектура Середньовіччя (Baukunst des Mittelalters) (1884)
- Історія бароко, рококо і класицизму в Бельгії, Голландії, Франції та Англії (Geschichte des Barockstiles, des Rococo und des Klassicismus in Belgien, Holland, Frankreich, England) (1887—1889)
- У міському господарстві: бесіди про мистецтво, художні промисли і домашніх інтер'єрах (Im Bürgerhause: Plaudereien über Kunst, Kunstgewerbe und Wohnungs-Ausstattung) (1888)
- Німецькі турніри, обладунки та озброєння XVI сторіччя (Deutsche Turniere, Rüstungen und Plattner des XVI. Jahrhunderts) (1889)
- Мистецтво і художник напередодні Реформації: погляд з Рудних гір (Kunst und Künstler am Vorabend der Reformation: ein Bild aus dem Erzgebirge) (1890)
- Andreas Schlüter (1891)
- Німецьке мистецтво XIX сторіччя. Його цілі і звершення (Die Deutsche Kunst des Neunzehnten Jahrhunderts. Ihre Ziele und Thaten) (1899)
- Dresden (1900)
- Церкви (Kirchen) (1906)
- Konstantinopel (1908)
- Підручник міського будівництва (Handbuch des Städtebaus) (1920)
- Опис старовинних архітектурних і мистецьких пам'яток королівства Саксонії (Beschreibende Darstellung der älteren Bau- und Kunstdenkmäler des Königreichs Sachsen ), зошити 16 (1894) - 41 (1923)
- Авґуст Сильний: княже життя за часів німецького бароко (August der Starke: Ein Fürstenleben aus der Zeit des deutschen Barock) (1924)
- Архітектура Константинополя (Die Baukunst Konstantinopels) (1925)